# 延壽 (高句麗)
延寿，在大韩民国慶尚北道慶州市瑞鳳塚出土的銀製盒（瑞鳳塚出土銀盒）銘文中提到的年号。发现当時以为是新羅的年号，学术界认为是高句麗長寿王的年号。

## 西历对照表
| 延寿 | 元年  |
| 西历 | 451年 |
| 干支 | 辛卯  |

## 年代比定
銀製盒銘文
- （外面底部） : ■寿元年太歳在辛三月■太王敬造合杅三斤
- （蓋内） : 延寿元年太歳在卯三月中太王敬造合杅用三斤六两

一说「敬造」为「教造」之異説，延寿元年确认在辛卯年。
因在新羅古都慶州发现，当時以为是新羅的年号，辛卯年为391年、451年、511年諸説並立。新羅年号开始使用是法興王的建元年号（元年为536年）。4世紀末到6世紀初用太王尊号的是高句麗的君主。多数观点认为是長寿王三十九年（451年）。高句麗在391年廣開土王即位，使用年号永樂，所以延寿元年不應是辛卯391年。

## 關聯項目
- 中國年號列表
- 朝鮮半岛年号列表
- 延寿